# Glenorchy (New Zealand)
Glenorchy er en lille by i Otago regionen på Sydøen i New Zealand. Den ligger ved udløbet af Dart River, ved den nordlige bred af Lake Wakatipu, 47 kilometer nordvest for Queenstown. 
Køreturen fra Queenstown til Glenorchy byder på mange billedskønne scenerier. Der er ca. 300 indbyggere i byen, som blandt andet er udgangspunkt for The Routeburn Track, der er en flerdages vandring gennem skovene. 
Byens mange flotte scenerier er sikkert årsagen til at flere store film, er blevet optaget i området. Blandt andet er dele af Ringenes Herre Trilogien optaget her samt dele af actionfilmen Vertikal Limit.
44°51′00″S 168°23′00″Ø / 44.85°S 168.38333°Ø